# Arisaema nagiense
Arisaema nagiense är en kallaväxtart som beskrevs av Tom.Kobay., K.Sasam. och Jin Murata. Arisaema nagiense ingår i släktet Arisaema och familjen kallaväxter. Inga underarter finns listade.